# Андре Мот
Андре Мот (на френски: André Motte) е белгийски дипломат, работил дълго време в България.

## Биография
Андре Мот е роден през 1887 година. Постъпва на дипломатическа служба през 1909 година, когато е назначен за белгийски вицеконсул в София. Той остава на този пост до 1913 година, като на два пъти, през 1910 и 1911 – 1912 е временно управляващ белгийската легация. През този период той се жени за българка. През 1913 година е назначен за вицеконсул в Гватемала.
През ноември 1918 година, след Солунското примирие, Мот отново е изпратен в България като официален представител на Белгия. Той остава на този пост до юли 1920 година, като многократно се застъпва за възстановяването на дипломатическите отношения между двете страни, прекъснати по време на Първата световна война. През следващите години е търговско аташе за Балканите, като седалището му се променя на няколко пъти – първоначално то е в София, а след това в Белград и Истанбул. През 1929 година става генерален консул в Турция, а през 1935 – 1936 година е временно управляващ легациите в Букурещ и Анкара.
През 1936 година Андре Мот е назначен за пълномощен министър в България и остава на този пост до прекъсването на дипломатическите отношения през март 1941 година. След тяхното възстановяване след края на Втората световна война той отново е пълномощен министър в София през 1946 – 1947 година.